# ZoneAlarm
ZoneAlarm （ゾーンアラーム） は、チェック・ポイント・ソフトウェア・テクノロジーズの一部門であるZoneLabsが開発、販売するセキュリティ製品群である。
元はパーソナルファイアウォールを開発する企業であるZoneLabsの製品ブランドであったが、2004年に同社がCheck Point社に買収された。その後ウイルス対策等の他機能が追加され、個人および小規模企業向けのセキュリティ対策製品のブランドとなった。

## 歴史
ZoneAlarmの開発元のZoneLabsは1997年に創業している。
ZoneAlarm Firewallのリリース履歴によるとWindows 95に対応との記述があり、起源は当時に遡る。
最初の日付が確認できるリリース日は2001年4月30日で、Ver. 2.6である。
ZoneAlarm Firewallのリリース履歴はこちらを参照されたい。
脆弱性情報データベース(CVE)では本製品に関する最も古い脆弱性情報として2000年2月のCVE-2000-0220まで遡ることができ、対象はVer. 2.0.26である。

流通面では
2002年頃NECがPC-GATEという名称でOEM版を自社のPCにプリインストール販売していた。
ZoneAlarmの製品名では2003年から2006年頃にかけて
フォーバルクリエーティブ、
アークン(現フーバーブレイン)、
イーフロンティア
ジャングル
が取り扱っていた。
無償の日本語版は2004年5月11日にVer.4.5としてリリースされており、少なくとも2009年頃のVer. 7.0までは無償の日本語版が存在した。
現在はZoneLabs.のサイトから英語版が入手可能である。
スマートフォン向け製品はGoogle Play、AppStoreから入手可能である。

## 製品
ZoneAlarm Pro Firewall
ファイアウォール単独の製品である。
ZoneAlarm Pro Antivirus+Firewall
ファイアウォールとウイルス対策機能を合わせた製品である。AntivirusはKasperskyのOEMである。
ZoneAlarm Anti-Ransomware
ランサムウェア対策機能単独の製品である。
ZoneAlarm Extreme Security
ファイアウォール、ウイルス対策機能、ランサムウェア対策機能を合わせた製品である。
ZoneAlarm Free Firewall
ファイアウォール単独の無償の製品である。
ZoneAlarm Free Antivirus
ウイルス対策機能単独の無償の製品である。KasperskyのOEMである。
PC用製品の主要機能以外の委細については、製品間の機能比較表の項目を参照されたい。
ZoneAlarm Mobile Security
スマートフォン向けにウイルス対策、プロセス監視、危険なWi-Fiスポットの検知の機能を持つ製品である。
Android、iOSに対応している。